# Hiệp hội Xuất khẩu Hàng thủ công Mỹ nghệ Việt Nam
Hiệp hội Xuất khẩu Hàng thủ công Mỹ nghệ Việt Nam là tổ chức xã hội nghề nghiệp phi lợi nhuận của những người, tổ chức và doanh nghiệp hoạt động trong lĩnh vực xuất nhập khẩu hàng thủ công mỹ nghệ tại Việt Nam.
Hiệp hội có tên giao dịch tiếng Anh là Vietnam Handicraft Exporter Association, viết tắt là VIETCRAFT hoặc Vietcraft.
Hiệp hội Xuất khẩu Hàng thủ công Mỹ nghệ Việt Nam được thành lập theo Quyết định số 302/QĐ-BNV ngày 2 tháng 4 năm 2007 của Bộ Nội vụ, cùng với phê duyệt Điều lệ Hiệp hội.
Văn phòng Hiệp hội đặt tại địa chỉ Số 20 Lý Thường Kiệt, quận Hoàn Kiếm, Hà Nội.